# 张文斗
张文斗（？—？），直隶景州（今河北景县）人，是一名清朝政治人物。贡生出身。
张文斗曾于1666年接替房拱极任青浦县知县一职，1667年由魏球接任。